# ميهو موريكاوا
ميهو موريكاوا (باليابانية: 森川美穂؛ بالكانا: もりかわ みほ) هي مغنية يابانية، ولدت في 5 مايو 1968 في أوساكا في اليابان.

## وصلات خارجية
- ميهو موريكاوا على موقع IMDb (الإنجليزية)
- ميهو موريكاوا على موقع ميوزك برينز (الإنجليزية)
- ميهو موريكاوا على موقع أول ميوزيك (الإنجليزية)
- ميهو موريكاوا على موقع ديسكوغز (الإنجليزية)
- ميهو موريكاوا على موقع ANN person (الإنجليزية)